# 似神女擬長頜魚
似神女擬長頜魚，為輻鰭魚綱骨舌魚目象鼻魚科的其中一種。分布於非洲剛果河下游流域，體長可達63公分。